# Ryo Sakai
Ryo Sakai (født 9. august 1977) er en tidligere japansk fodboldspiller.
Han har spillet for flere forskellige klubber i sin karriere, herunder Shonan Bellmare og Thespa Kusatsu.